# 北見ゆみ
北見 ゆみ（きたみ ゆみ、1988年9月7日 - ）は、日本のAV女優。
マークスジャパン所属。
趣味は、買い物・ウォーキング
出身地：東京都。2013年からドラマ、企画等AV作品にエキストラとして多数出演している。
身長：160cm 、スリーサイズ：B95・W59・H88 、Gカップ。

## 作品

### イメージビデオ
- AV寸前!（2008年10月25日、コンセント）
- 女神の素顔 北見ゆみ（2009年4月17日、心交社）
- 女神の素顔 北見ゆみ 2（2009年6月12日、心交社）
- ゴールドラッシュ（2009年9月1日、ABC/妄想族）
- Boin「北見ゆみ」Box（2009年10月1日、ABC/妄想族）
- SEE-THROUGH（2009年11月22日、レイフル）
- ☆★愛Cup★☆（2009年12月8日、EXCELSEEK）
- GOKUERO（2010年1月24日、レイフル）
- Boin Box 2009年版 下半期BEST 4時間（2010年4月19日、ABC/妄想族）他多数出演
- コウソク少女 M開眼しちゃいました?（2010年6月29日、オルスタックピクチャーズ）
- ゴールドラッシュ総集編4時間（2010年7月19日、ABC/妄想族）他出演:真野響、宇佐野瞳、佐藤めい
- 襲ワレ少女揉んじゃいます。（2010年8月27日、オルスタックピクチャーズ）
- 北見ゆみイメージ総集編（2011年3月18日、映天）総集編
- 限界着エロ コレクション ～Aキュート 着エロ コレクション Vol.4～（2011年6月29日、オルスタックピクチャーズ）他出演:秋山由里
- 着エロみこすりデラックス160分 Vol.4（2011年10月28日、オルスタックピクチャーズ）他出演:白音絢香、春奈恋
- 着エロアイドルが襲われてもうしんぼうタマらん ～Aキュート 着エロ コレクション Vol.10～（2011年11月29日、オルスタックピクチャーズ）他出演:青葉葵
- 着エロみこすりデラックス160分 Vol.7（2012年1月30日、オルスタックピクチャーズ）他出演:氷川ゆう、伊東麻央

### アダルトビデオ
2010年
- 幼い爆乳娘達のセックス（5月1日、映天）他出演:吉川桃、七海あい、松金めぐみ、上原海里、森永ひよこ、真鍋紗愛、福山優、朋香めい、徠夢
- 近親*姉妹レズ vol.3 -禁断のメヌエット-（7月13日、U&K）共演:伊東麻央
- 巨乳・爆乳 甘えたい授乳プレイさらに手コキ発射!! G～Lカップ10人（11月19日、映天）他9名出演

2011年
- 巨乳・爆乳 巨乳接写フェティシズム（5月2日、映天）他19名出演
- 爆乳限定!夜這い4時間（5月19日、ABC/妄想族）他多数出演